# Burg Kendenich

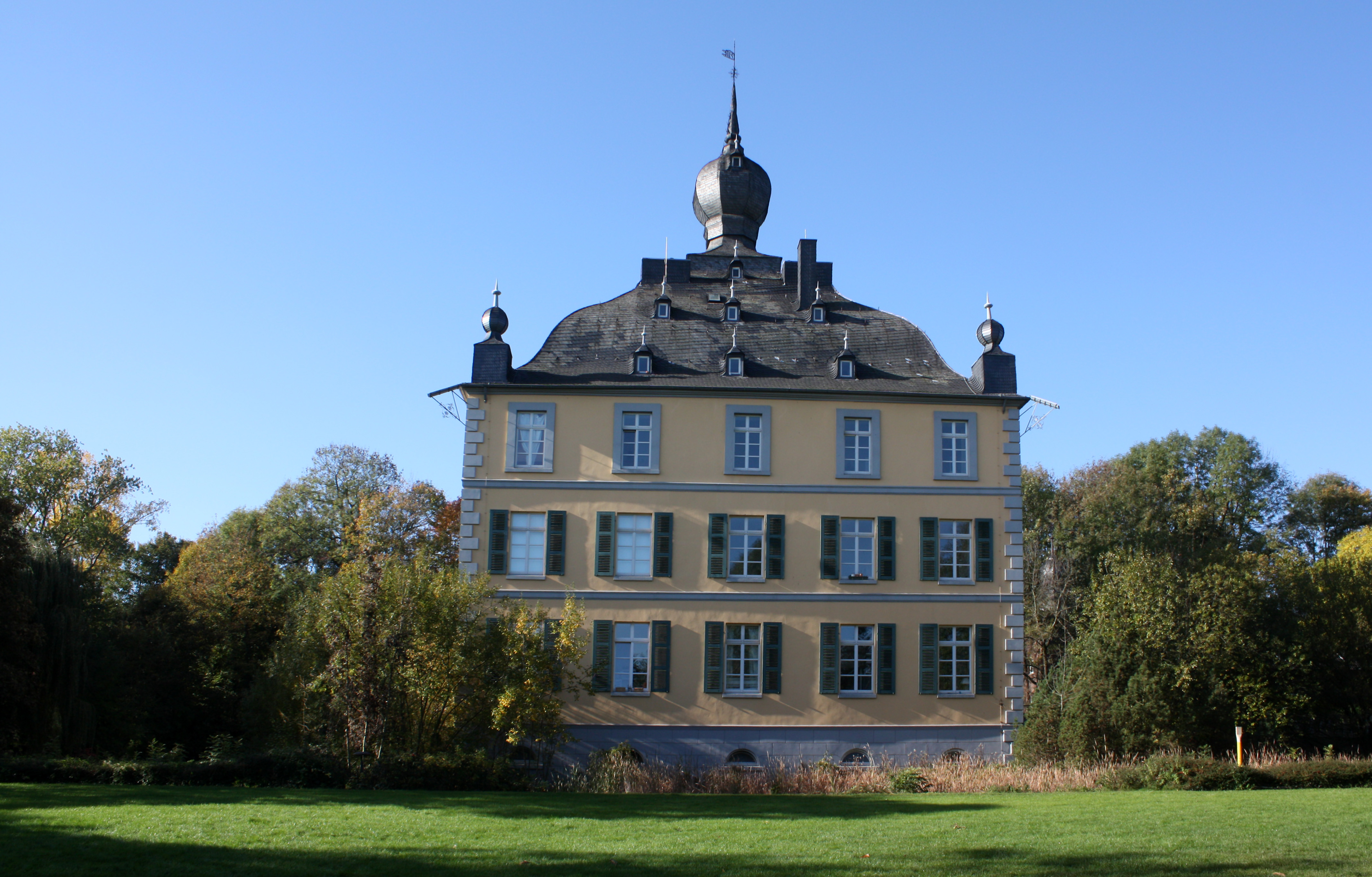
Herrenhaus Burg Kendenich, 2010

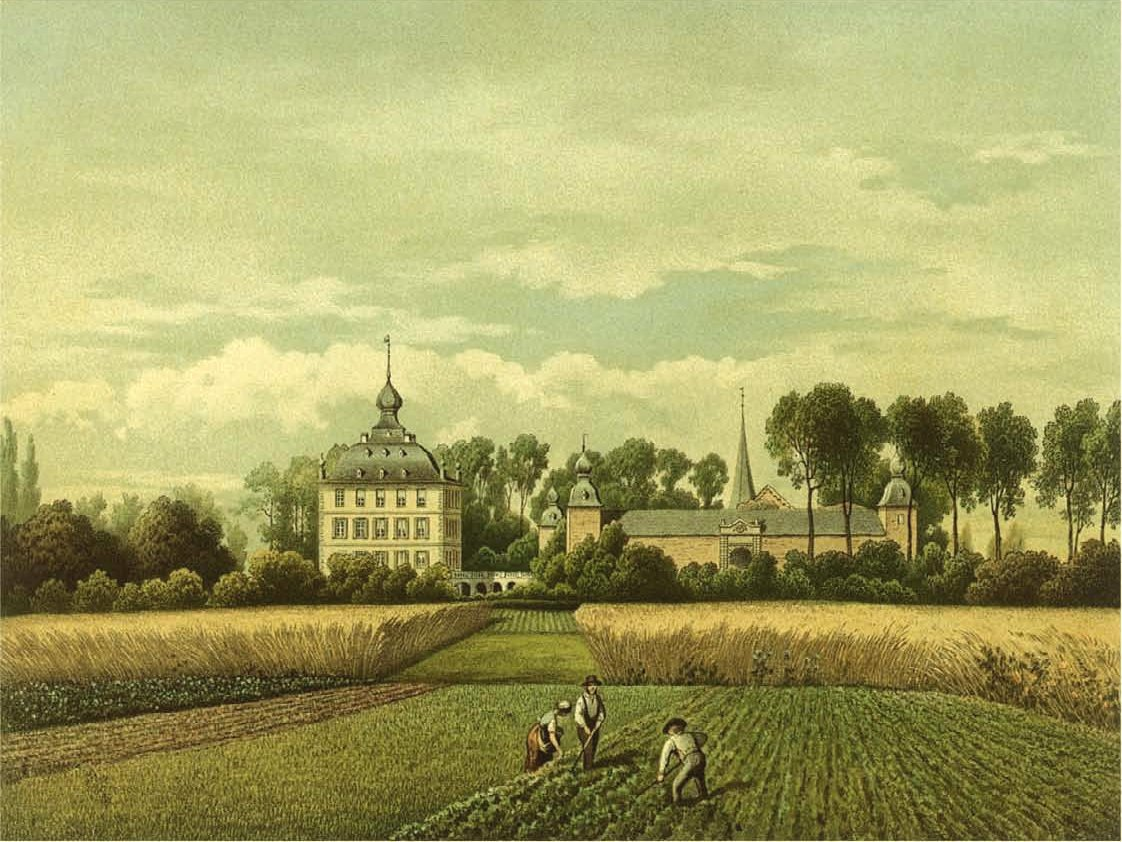
Lithografie aus dem 19. Jahrhundert

Die Burg Kendenich ist ein Wasserschloss in Kendenich, einem Ortsteil von Hürth im Rhein-Erft-Kreis. Sie gilt – nicht zuletzt wegen ihrer exponierten Lage am Hang der Ville – als Wahrzeichen der Stadt. Das Gelände ist privat und kann nicht besichtigt werden.

## Geschichte

### Ersterwähnung
Auf dem Burggelände gefundene römische Mauer- und Steinpflasterreste bezeugen das hohe Alter des Siedlungsplatzes. Der Herrenhof „zu Cantinich“ im Kölngau wird erstmals 941 in einer Schenkungsurkunde des Erzbischofs Wichfrid erwähnt, in der dem Cäcilienstift zu Köln „allen Zehnten“ vom Herrenhof zugesprochen wird.

### Burg und Herren zu Kendenich

#### Mittelalter
Die Herren von Kendenich wurden bereits im 12. Jahrhundert als Mannen des Kölner Erzstifts erwähnt. Zu dieser Zeit waren es wahrscheinlich die Herren des Kölner Patriziergeschlechts „Birklin“, die das Gut als Lehnsherren zu Kendenich bewirtschaften ließen. Auch eine eigenständige Gerichtsbarkeit der Burgherren dieser Zeit wurde mehrfach belegt. So wurde im Jahr 1269 Philipp als Vogt von Kendenich als Zeuge in einer Urkunde vom 24. März erwähnt und 1278 unterzeichnete er mit seiner Frau Ida einen Vertrag, mit dem die Eheleute ein Grundstück im „Kendenicher Feld“ bei Hermülheim an das Deutschordenshaus „St. Catharinae zu Cöln“ verkauften. Der Orden hatte sich vertraglich ausbedungen, dass die Ländereien frei von Abgaben und der weltlichen Gerichtsbarkeit Kendenichs seien. 1285 wurde Philipps Sohn, Heinrich von Kendenich, nach Befestigung von Burg und Stadt Brühl durch Erzbischof Siegfried zum Burggrafen „daselbst“ ernannt. Deren Kendenicher Besitz selbst ging im Jahr 1475 dann an den „Edlen“ Mathias, einen Angehörigen des Kölner Patriziergeschlecht der Walrave, der sich dann Herr zu Kendenich nannte.

#### Neuzeit
Im Jahr 1517 wurden Dahm von Orsbeck und seine Ehefrau vermutlich durch Kauf die neuen Besitzer der Burganlage. Der Besitz wurde geteilt in den späteren Orsbecker Hof und die Burg, die seine Schwester bekam. Durch die Ehe dieser Schwester Agnes von Orsbeck mit Adolf Freiherrn Raitz von Frentz kam die Burg in den Besitz der Frentz, deren Familie sich dann den Namenszusatz „zu Kendenich“ gab.

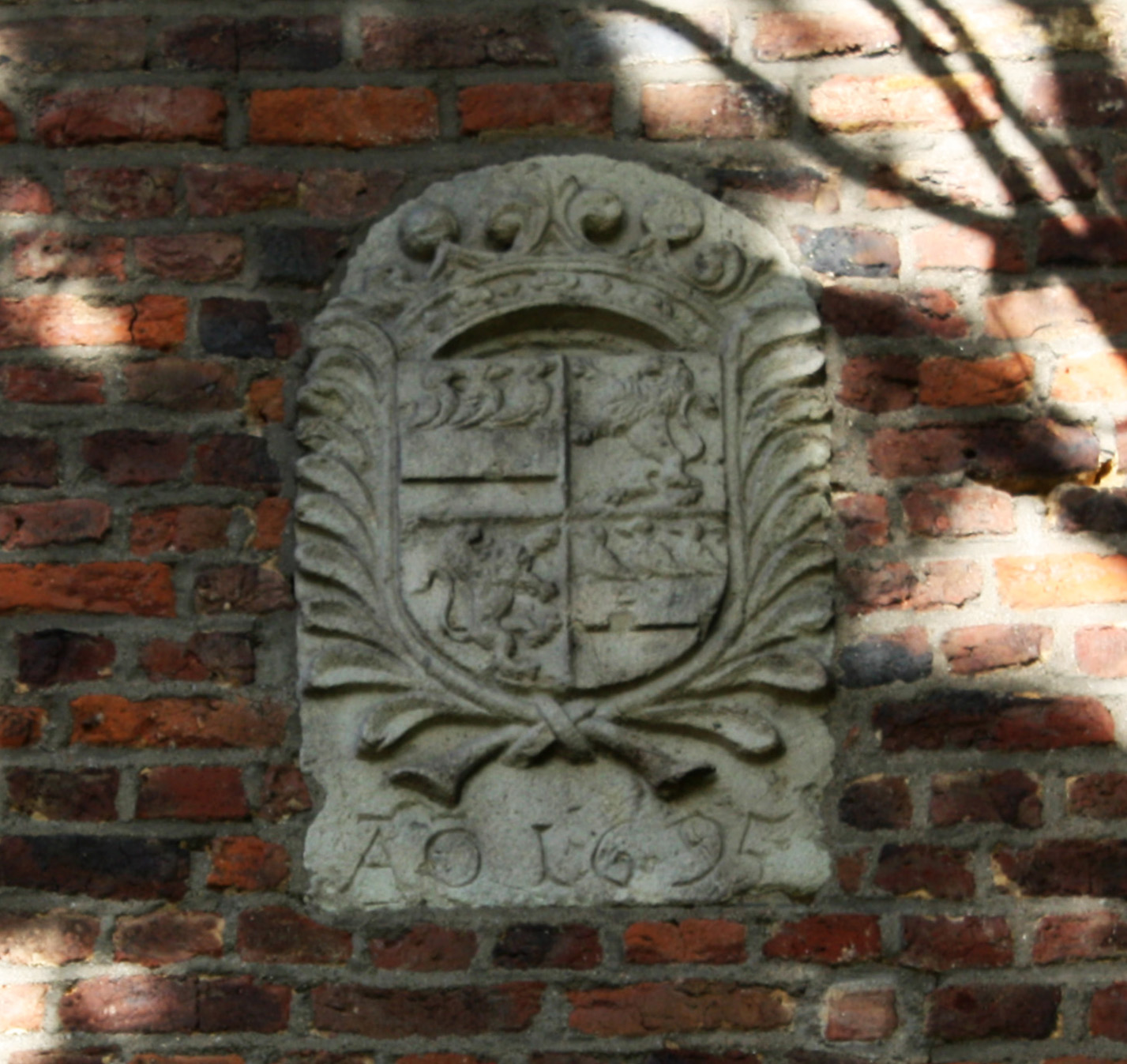
Wappenstein von Reuschenberg
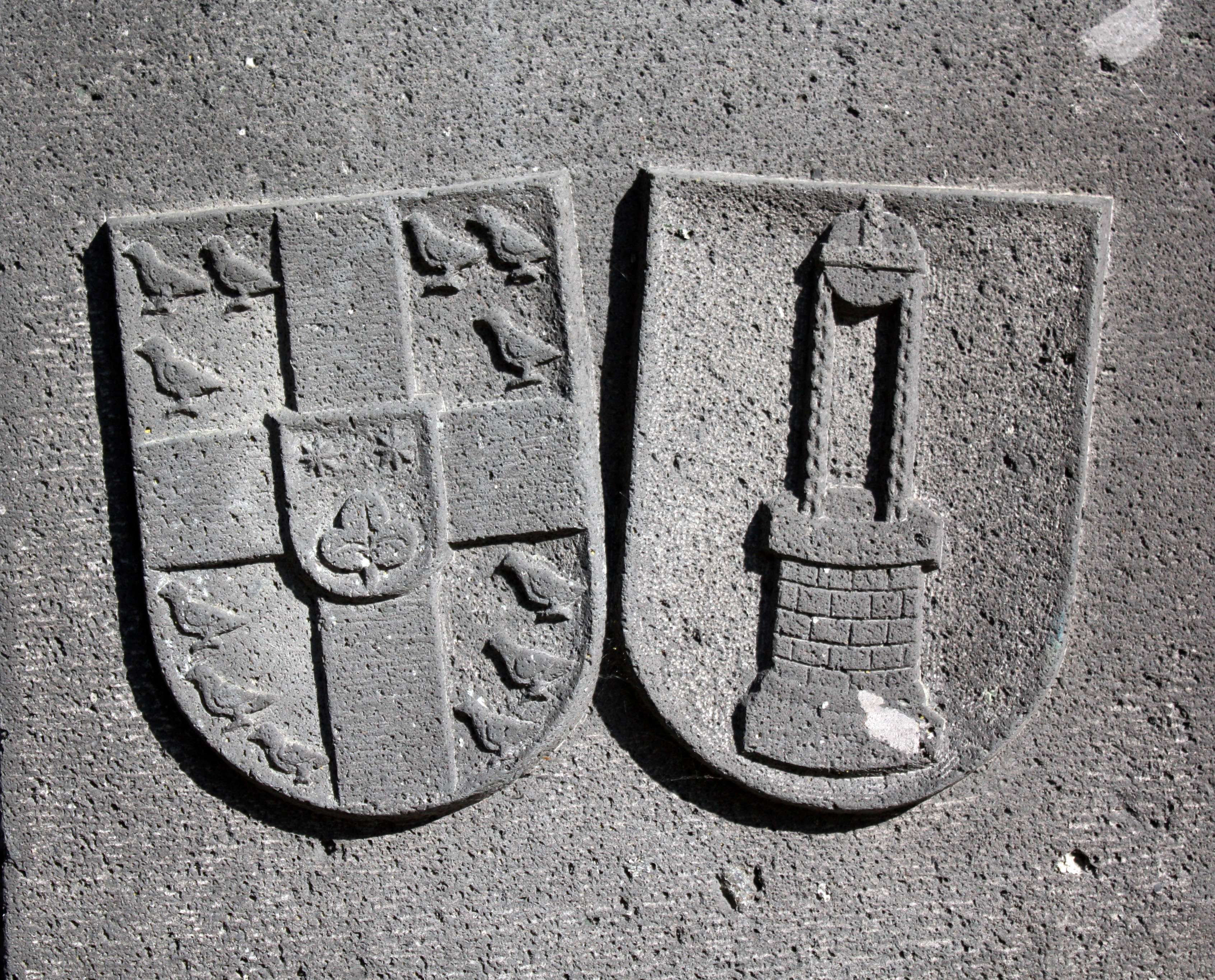
Wappen „von Groote“ und „zum Pütz“
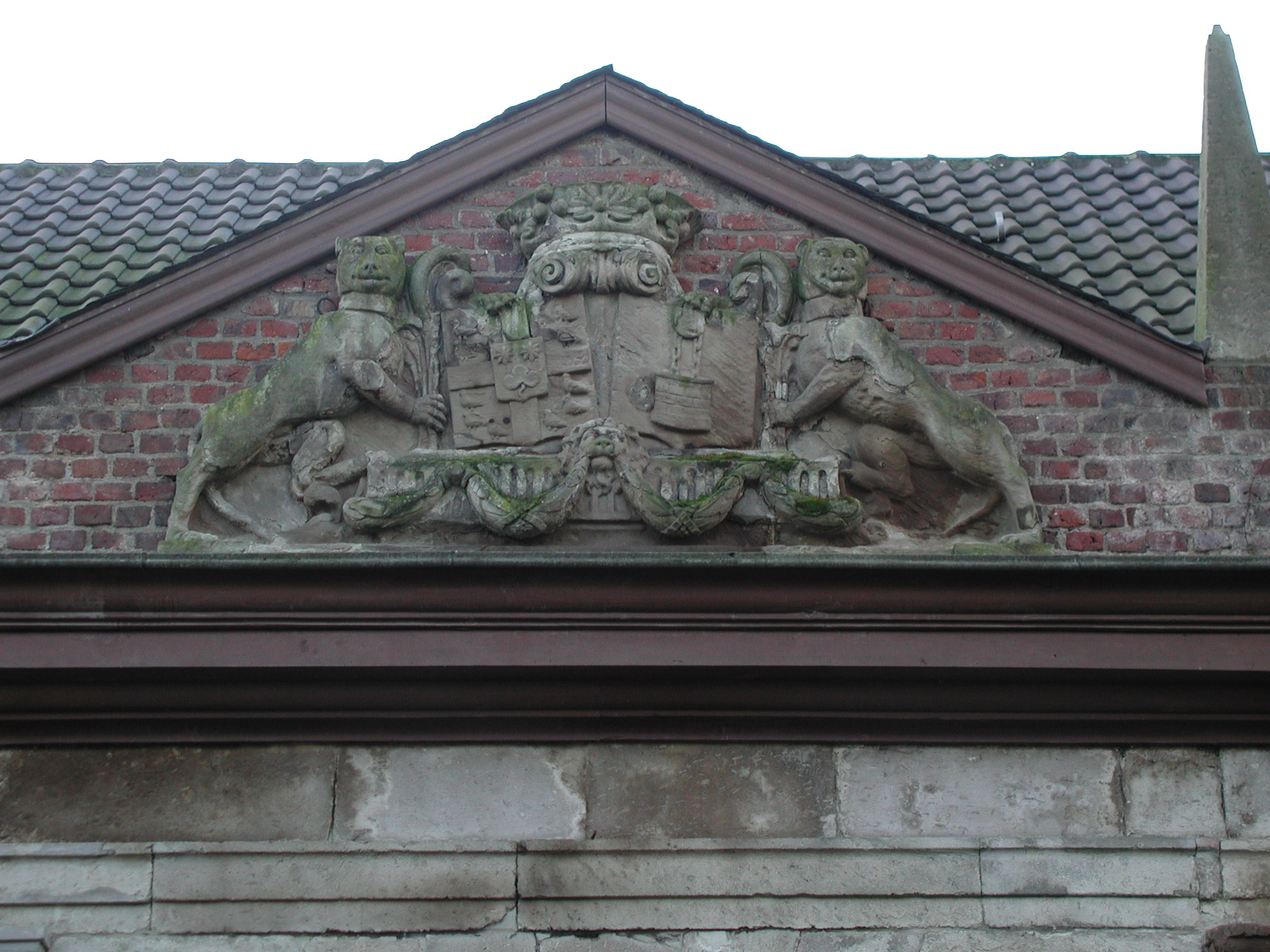
Wappen des Osttores
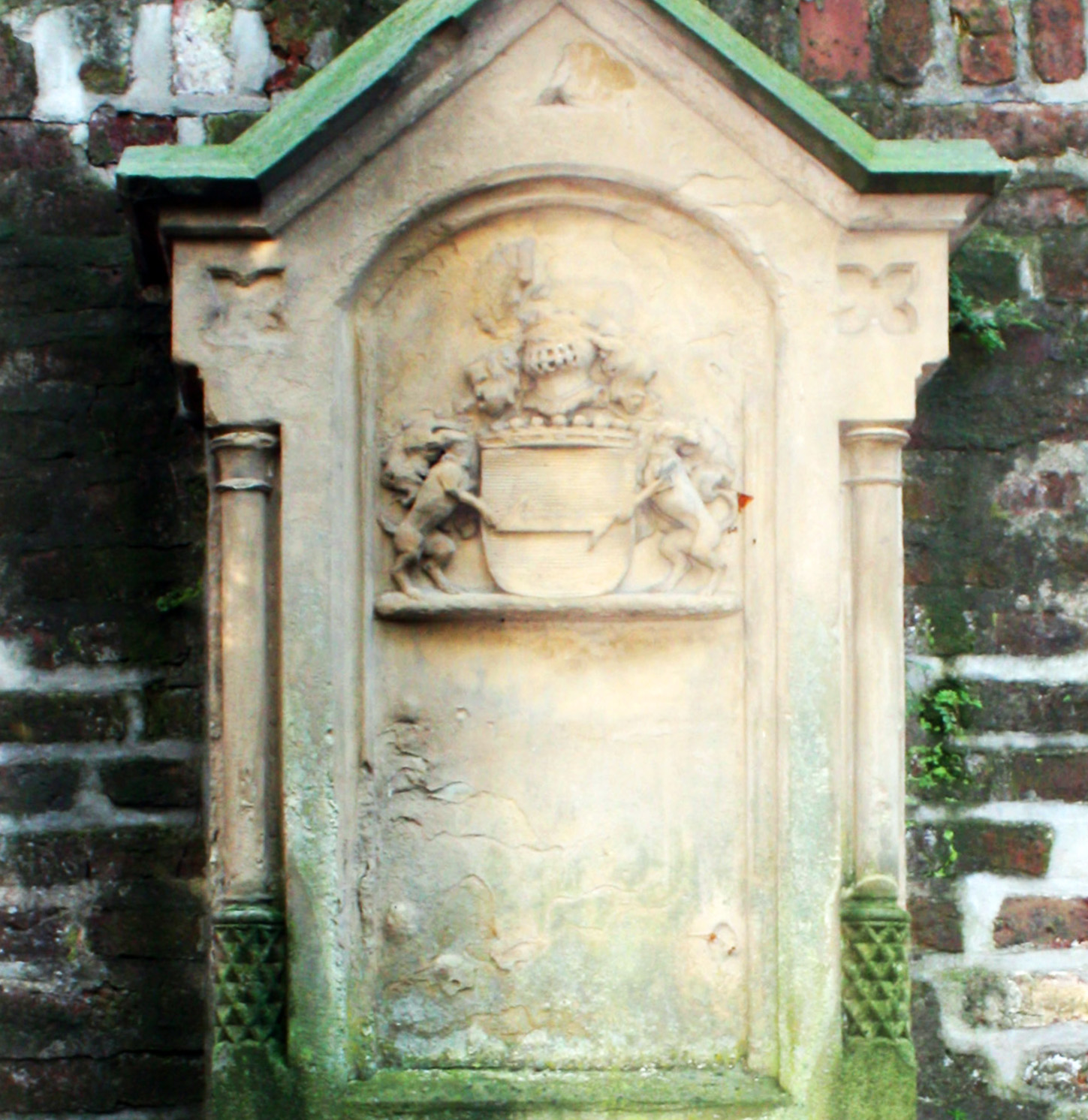
Grabstätte der Familie von Kempis, Wappen mit liegender Wolfsangel

Bau des Herrenhauses

Johann Sigismund von Frentz ließ zwischen 1660 und 1664 an der Südseite der Burg ein Herrenhaus als barockes Wasserschloss erbauen. Durch Sigismunds Tochter gelangte die Burg dann in der zweiten Hälfte des 17. Jahrhunderts an Ambrosius Alexander von Reuschenberg zu Setterich. Zu dessen Baumaßnahmen gehörten die Errichtung des ersten Teiles der Wirtschaftsgebäude und des wenig später nachfolgenden östlichen Traktes, an dem er ein Wappen der Familie von Reuschenberg und die Jahreszahl 1667 anbringen ließ. Ein Nachkomme, wahrscheinlich Freiherr Franz Karl von Reuschenberg, erbaute einen Teil des Nordflügels der Anlage, der die als Eisenklammern in das Mauerwerk eingelassenen Zeichen der Jahreszahl 1734 erhielt. Der letzte Burgherr dieser Familie, Franz Edmund von Reuschenberg, veräußerte das Gut 1766 an den Kölner Bürgermeister Jakob Gabriel de Groote.
Dieser von Groote, der jedoch überwiegend in Köln in der Glockengasse 3 residierte und seiner Familie in Köln eine eigene Kirche, die Elendskirche, errichten ließ, war der Erbauer eines Teiles des Nordflügels der Vorburg. Er ließ im Mauerwerk des Innenhofes in Eisenklammern die Jahreszahl 1771 anbringen. Auch die Gestaltung des Osttores in seiner heutigen Form soll auf seine Veranlassung hin vorgenommen worden sein. 1821 ging der Besitz durch Heirat an die Familie Philipp von Kempis über, die 1842 das Eingangsportal im klassizistischen Stil durch den Kölner Architekten und Schinkelschüler Johann Anton Wallee, der auch für Schloss Gracht wirkte, umgestalten ließ. Dabei wurde auch das Allianzwappen Groote-Kempis über das Portal gesetzt. Die von Kempis, die wie ihre Vorgänger auf Burg Kendenich auch die ihrem Sitz angrenzende Kirche St. Johann Baptist finanziell unterstützten, sind an der Westseite der Vorburg, unmittelbar an der Kirchhofsmauer bestattet worden.
Familiengrab von Kempis
- Philipp v. Kempis 1794–1881
- Theresia v. Kempis geb. von Groote 1800–1881
- Maximilian v. Kempis 1824–1914
- Caroline v. Kempis 1838–1901, geb. von Solemacher
- Carl v. Kempis 1867–1869
- Carl v. Kempis 1869–1873
- Franz v. Kempis 1825–1899

1964 gelangte der historische Rittersitz zu Kendenich von der Erbengemeinschaft von Kempis an die Stadt Hürth.

Herrenhaus Burg Kendenich
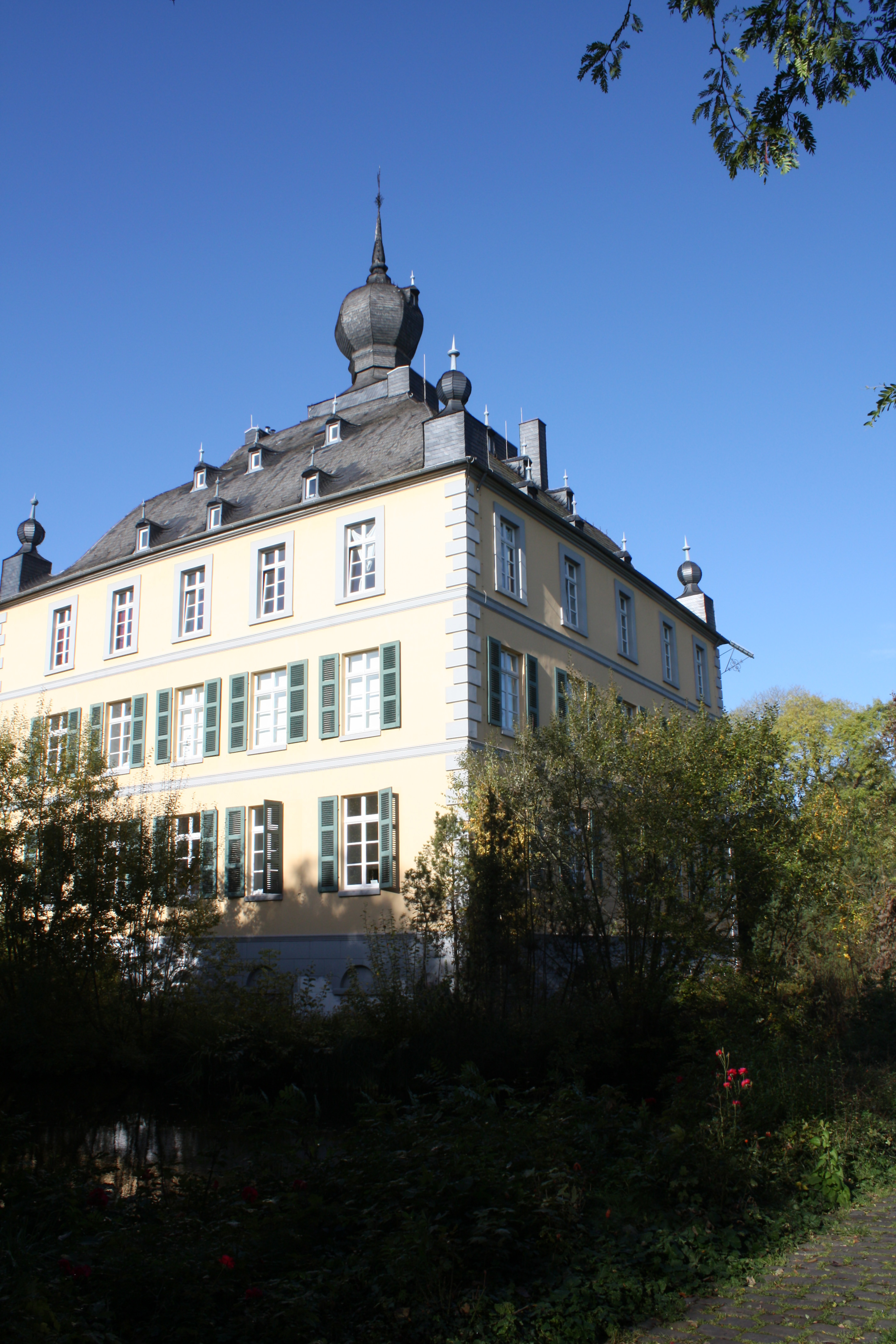
Südostansicht vom östlichen Parkgelände
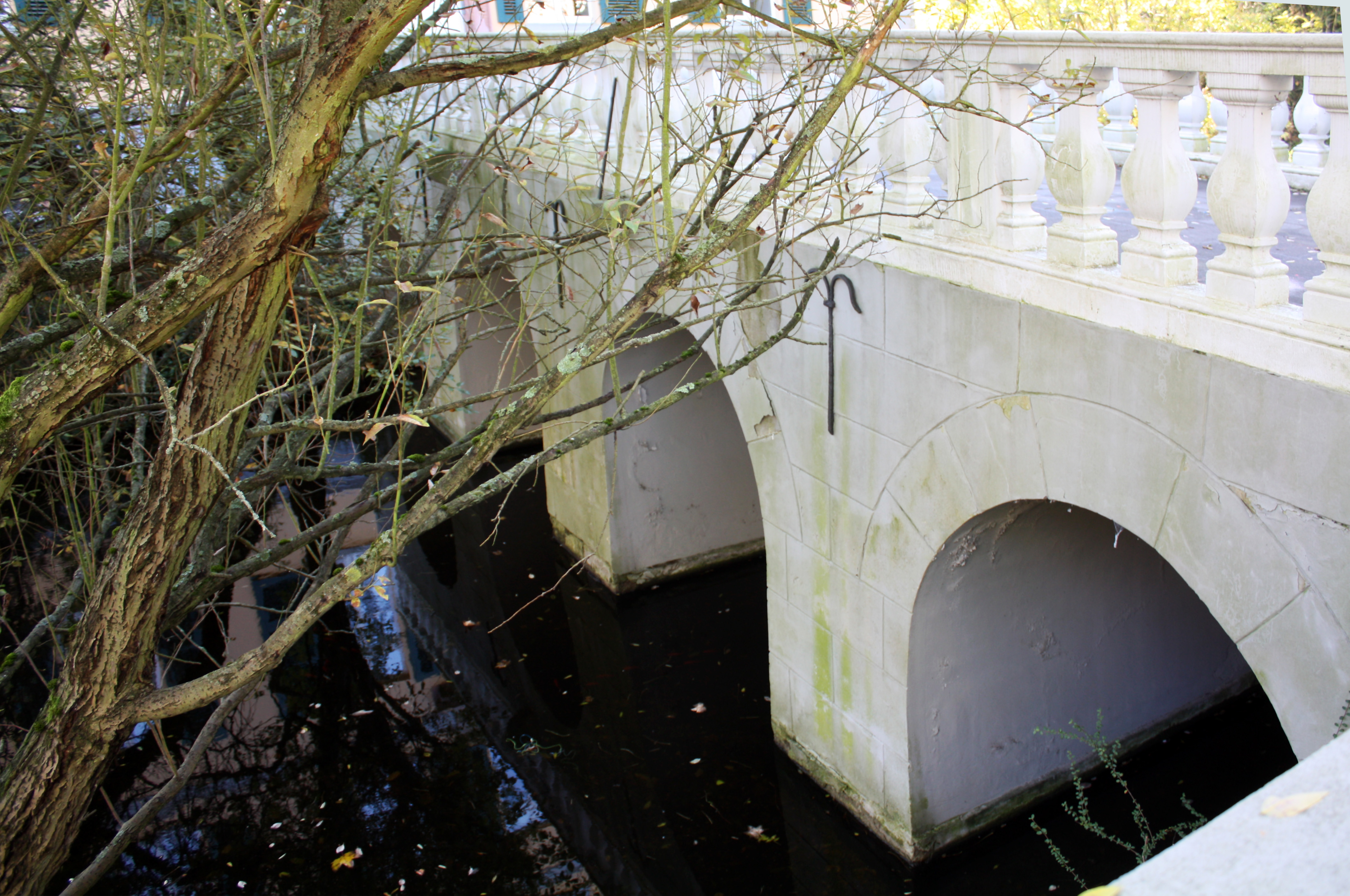
Bogenbrücke als Verbindung zum Burghof
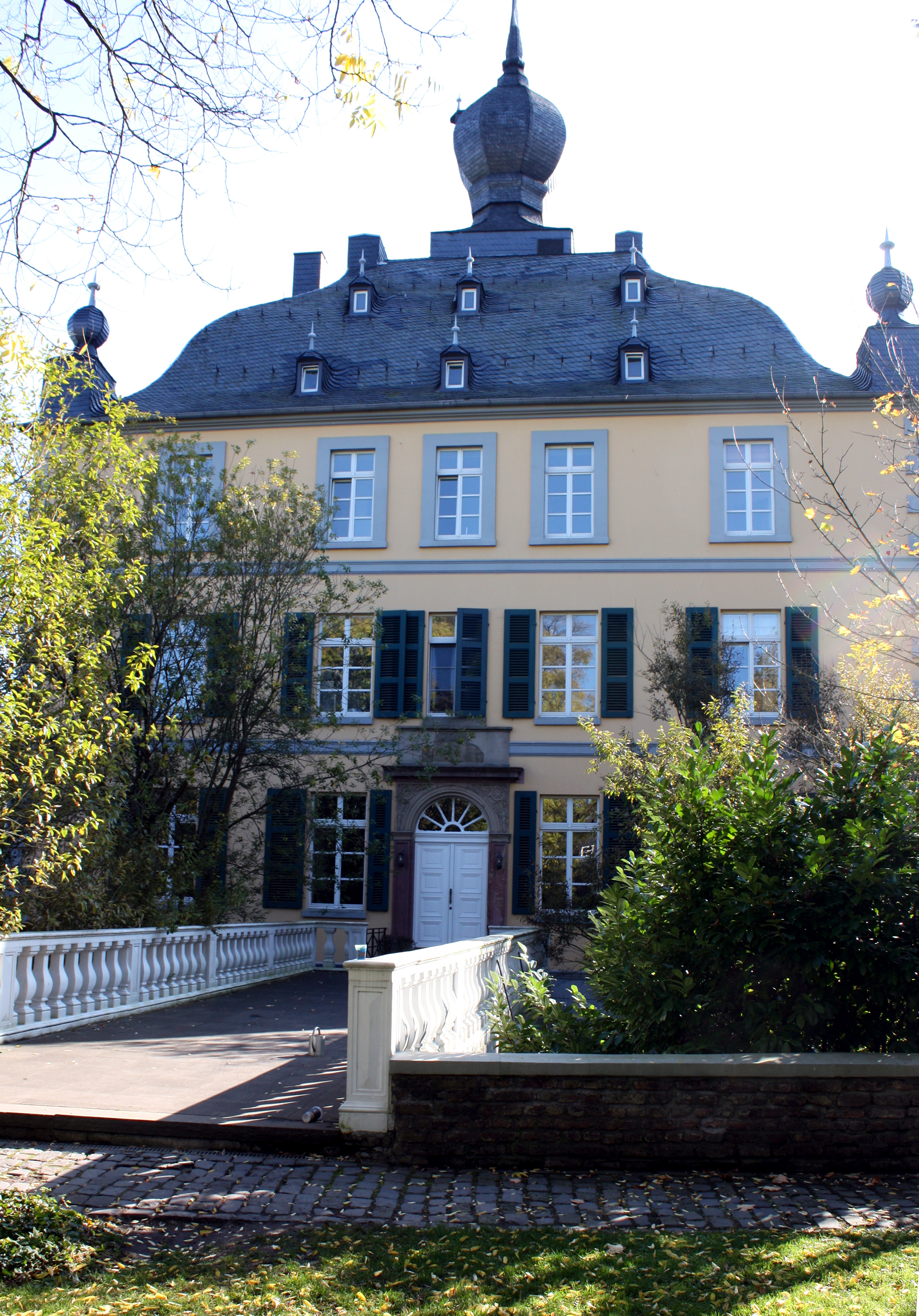
Herrenhaus, Frontseite
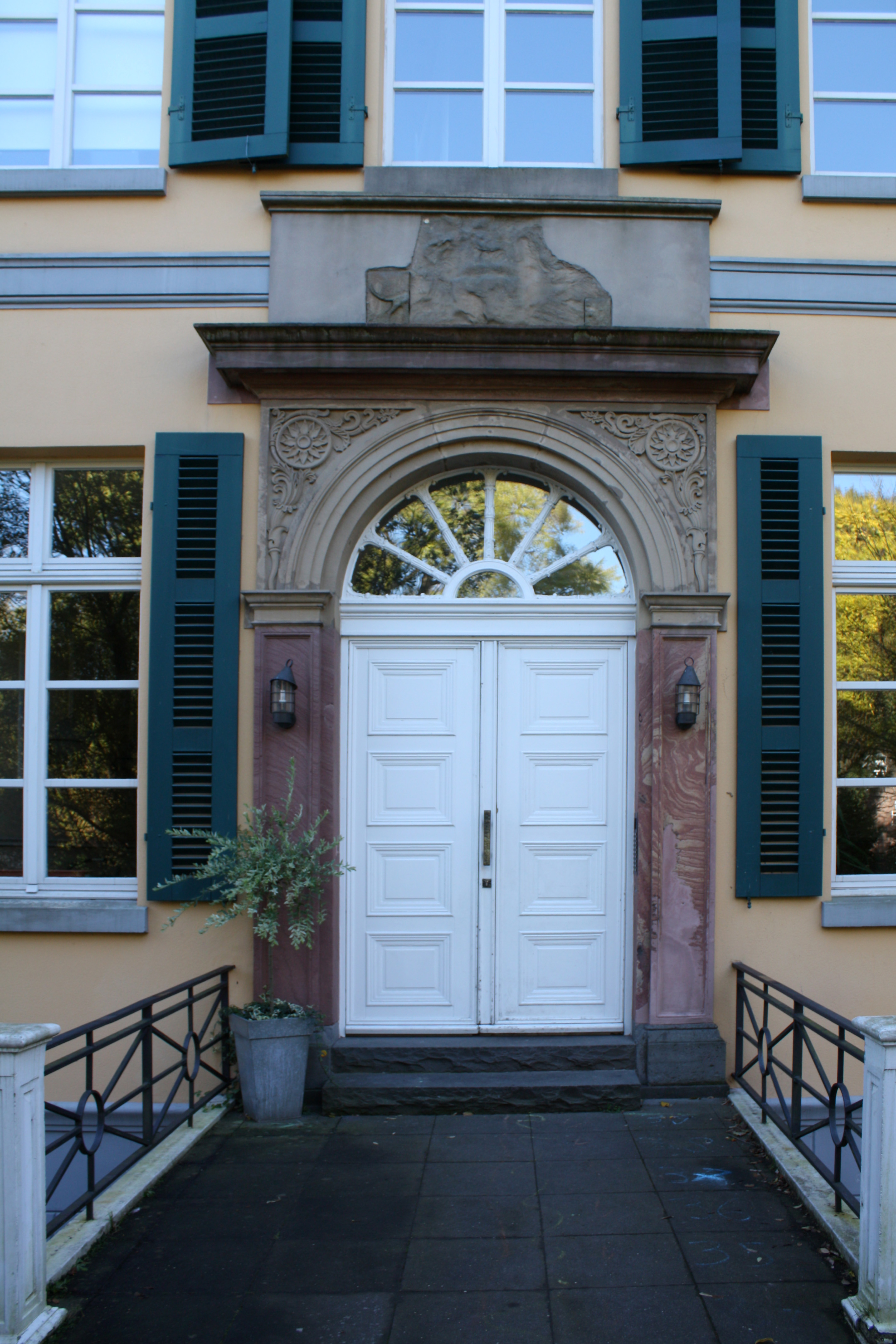
Portal

### Baubeschreibung

Lageplan der Burganlage und Kirche im Jahr 1893

Die Anlage bestand und besteht aus einer dreiflügeligen Vorburg, die sich U-förmig zu einem südlich von ihr gelegenen Herrenhaus öffnet. Die Gesamtanlage war ehemals vollständig von Gräben und Weihern umgeben, die heute nur noch teilweise mit Wasser gefüllt sind. Heute ist nur noch das Herrenhaus gänzlich von Wasser umgeben und nur über eine Brücke vom Innenhof der Vorburg aus zugänglich.

#### Herrenhaus
Zu dem quadratischen Herrenhaus aus dem 17. Jahrhundert gelangt man über diese steinerne, mit einem Säulengeländer versehene Bogenbrücke, die vom Burghof direkt auf den an der Nordseite gelegenen Haupteingang des Herrenhauses zuführt. Die Brücke wurde ehemals an ihrem Anfang von zwei sitzenden Löwen flankiert, die mit dem Allianzwappen der Familien de Groote und dem der Familie seiner Frau, einer geborenen zum Pütz, ebenfalls aus einer Kölner Bürgermeisterfamilie stammend, ausgestattet waren. Am Ende lagen zwei Löwen, die jeweils eines der beiden Wappenschilde symbolhaft beschützten.
Das dreigeschossige Herrenhaus hat zur Westseite sechs und zu den übrigen Seiten je Geschoss fünf Fenster. Das schiefergedeckte Zeltdach des Gebäudes ist mehrfach geschweift und erhielt an seinen Ecken kleine Turmaufsätze in Zwiebelform. Das mit Gauben bestückte Dach erhielt seine Bekrönung durch die Konstruktion eines weithin sichtbaren Zwiebelturmes.

#### Vorburg
Nord- und Westflügel, die ehemals als Wirtschaftsgebäude der Vorburg dienten, wurden im 18. und 19. Jahrhundert gebaut, während der Ostflügel von 1667 stammt. Alle Ecktürme der Vorburg wurden analog zum Herrenhausturm gestaltet und bilden so eine Einheit mit dem Herrenhaus. Im Gegensatz zu dem verputzten Mauerwerk des Herrenhauses blieben die aus Backstein errichteten Gebäude naturbelassen. Das ehemalige Westtor ermöglichte den direkten Weg zur Kirche und in die Ortschaft. Im Giebelfeld der östlichen Torzufahrt findet sich das Allianzwappen der beiden Familien „von Groote“ und „von und zum Pütz“ und in die südöstliche Außenwand des Eckgebäudes ist heute unterhalb des Dachsimses ein Wappenstein der Reuschenberg aus dem Jahr 1695 eingelassen.

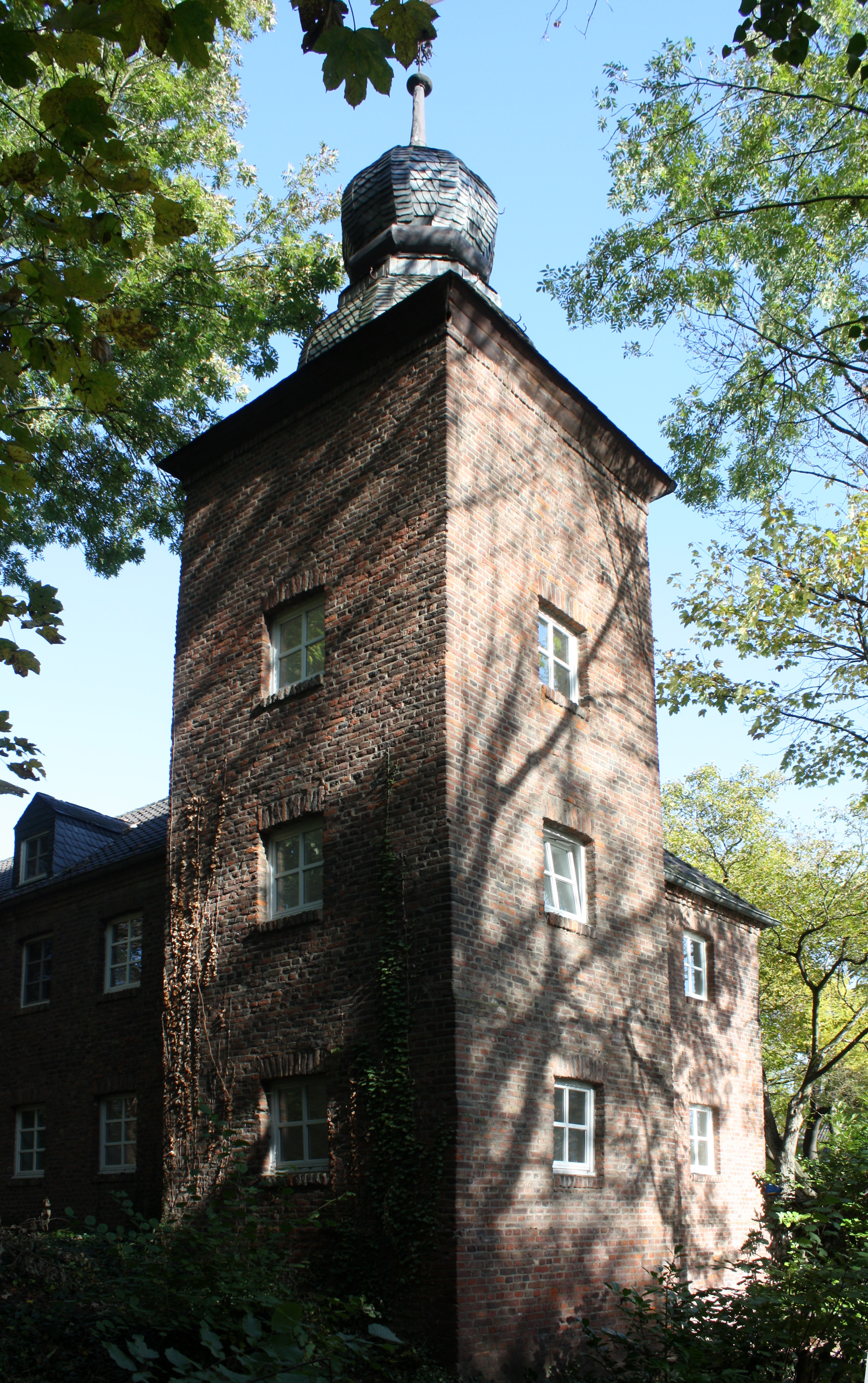
Äußerer Südwestturm
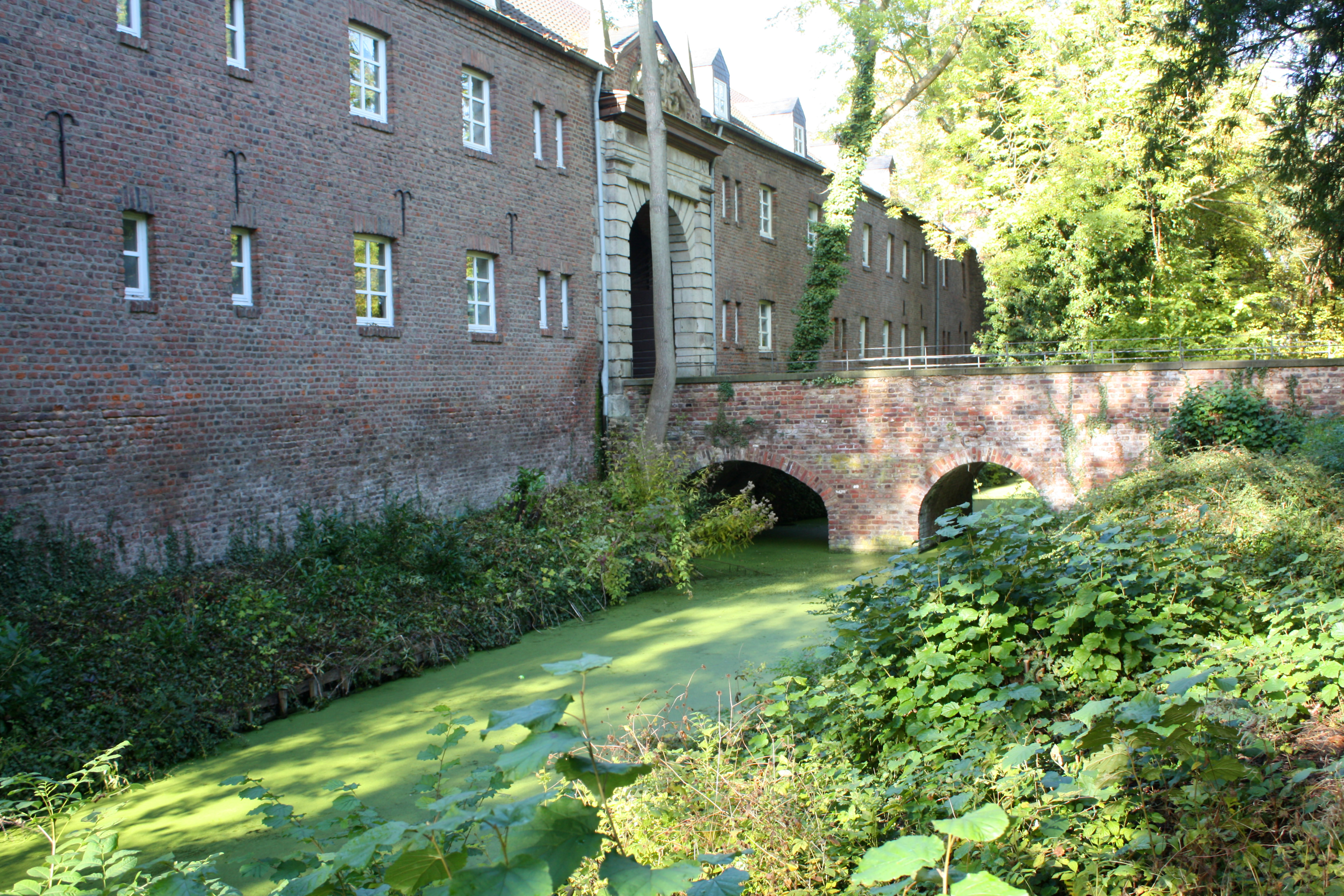
Zugang der Burganlage von Osten
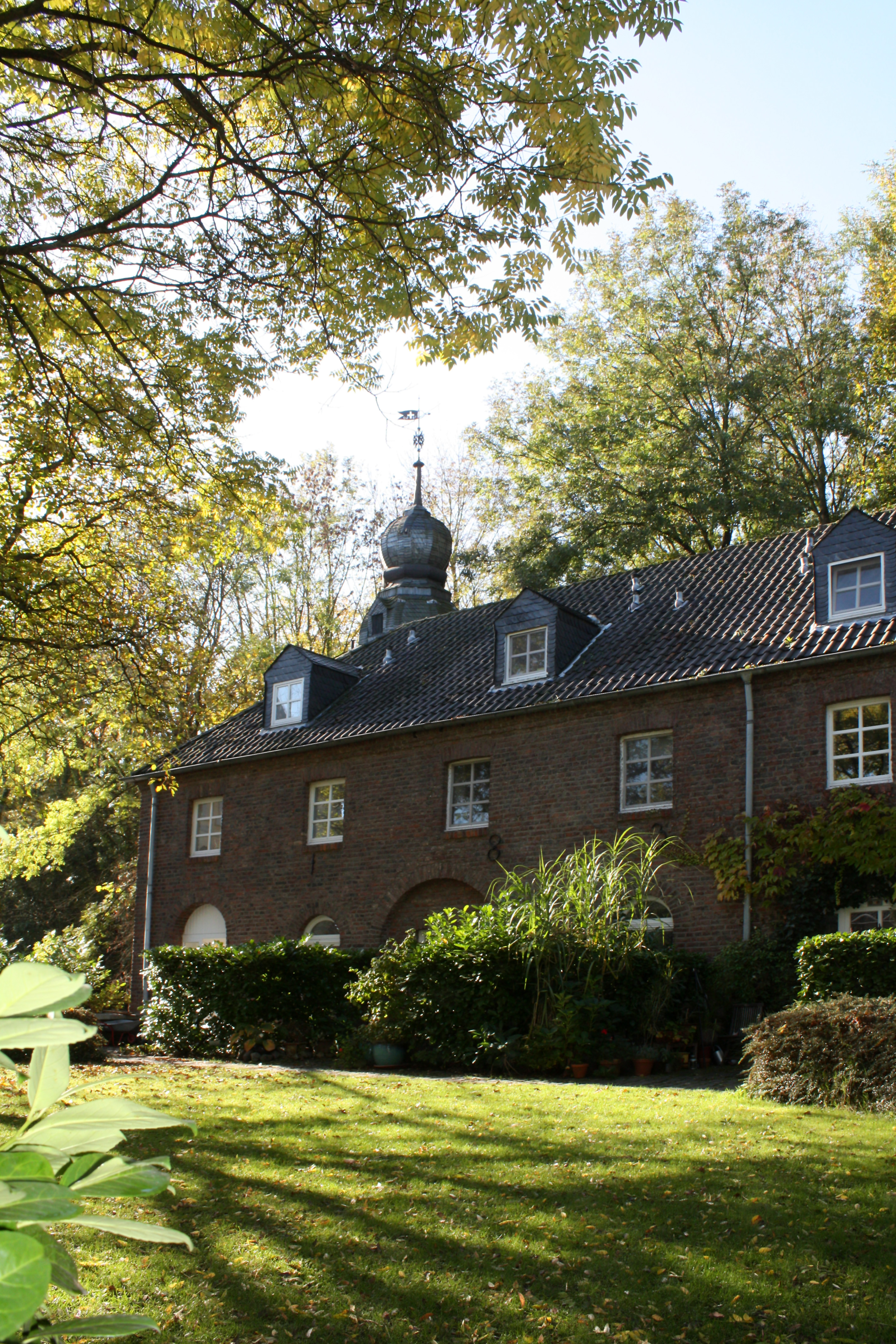
Burghof
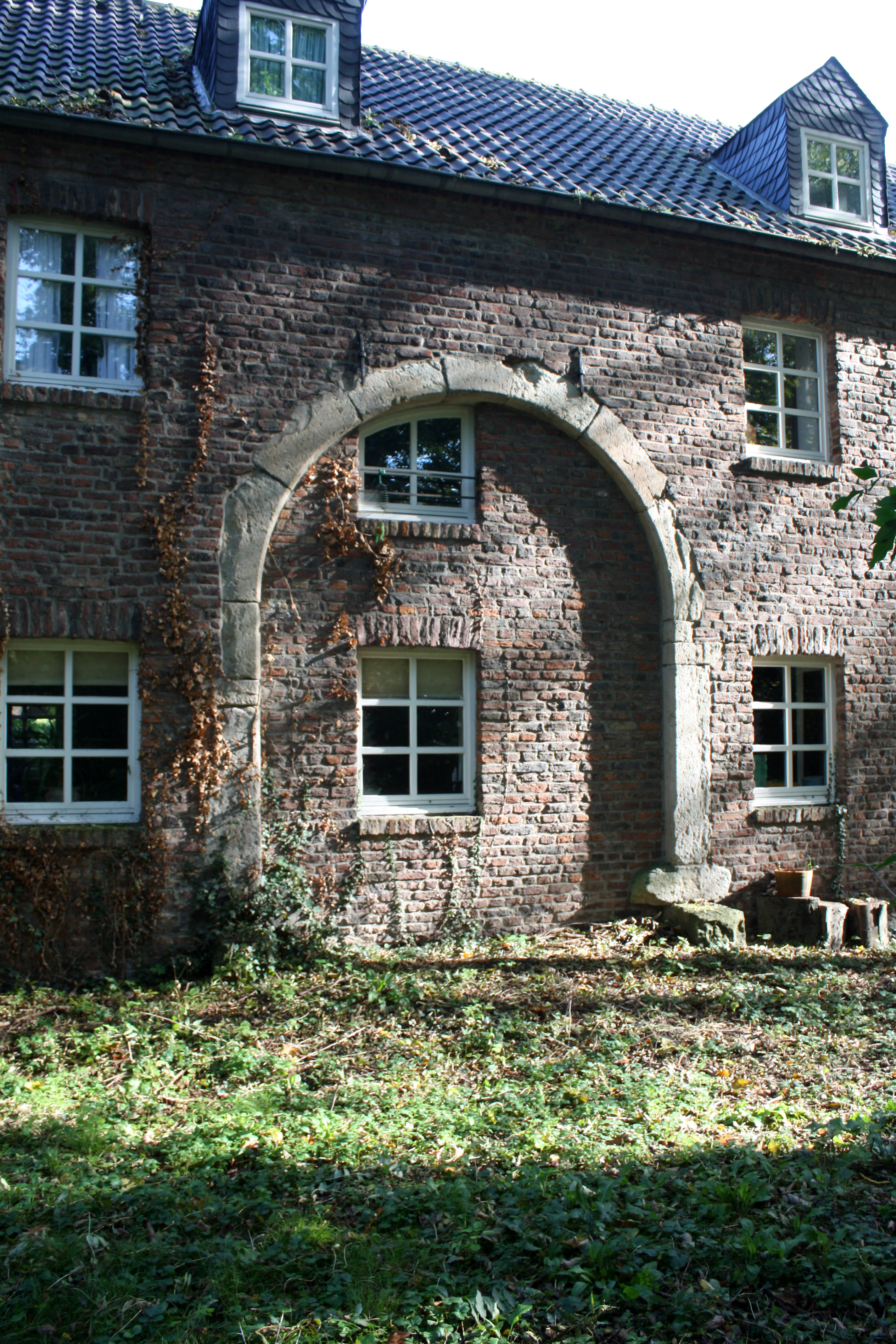
Ehemaliges Westtor der Vorburg

## Restaurierung im 20. Jahrhundert
Burg und Landbesitz von 200 Morgen wurden Ende 1964 von der Stadt Hürth im Wesentlichen durch Tausch gegen das gleich große Gut Horbell an der Grenze zu Köln und Frechen von der Erbengemeinschaft von Kempis erworben. Die Familie Franz-Josef von Kempis hatte sich bereits 1947 auf ihren Besitz Haus Rankenberg in Brenig zurückgezogen. Die mitten in der Gemeinde liegenden Flächen sollten als Verfügungsmasse der Stadtentwicklung dienen. Die renovierungsbedürftige Burg war unentgeltliche Zugabe. Die Gemeinde hatte für sie kein schlüssig zu realisierendes Konzept. Trotz Gutachten und daraus resultierenden Sicherungsmaßnahmen in Höhe von 359.763 DM verfiel die Burg zusehends. Die notwendig gewordene Räumung mit anschließendem Leerstand führte dann noch zu Vandalismus. 1976 wurde die Burg zum Nulltarif mit der Verpflichtung zur Sanierung angeboten, und der Burgenkönig Herbert Hillebrand übernahm sie im November 1978. Für einen Investor ließ er 1981/82 umfangreiche Renovierungs- und Umbauarbeiten an den Gebäuden vornehmen (Plattengründung, Isolierung der Außenmauern, Betondecken auf massivem Treppenhauskern etc.) und im Herrenhaus sowie der Vorburg Wohnungen einrichten, die dann ab Sommer 1983 vermietet wurden.
Die Fotografin und Designerin Tata Ronkholz bewohnte bis zu ihrem Tod im Jahr 1997 eine der Wohnungen in der Burg.

## Sage
Über die Burg ist auch eine alte Sage vom „Nachtgeist zu Kendenich“ überliefert:
Auf dem alten Rittersitz Kendenich, etwa zwei Stunden von Köln am Rhein, ist ein mooriger, von Schilf und Erlensträuchern dicht bewachsener Sumpf. Dort sitzt eine Nonne verborgen, und keiner mag am Abend an ihr vorübergehen, dem sie nicht auf den Rücken zu springen sucht. Wen sie erreicht, der muss sie tragen, und sie treibt und jagt ihn durch die ganze Nacht, bis er ohnmächtig zur Erde stürzt.